# Beli ap Rhun
Beli ap Rhun (517 aprox. – 599 aprox.) fou un dels reis de Gwynedd. Ben poca cosa se'n sap, i només se'n coneix el nom gràcies a les genealogies gal·leses que asseguren que, com a mínim, tingué dos fills. Succeí al seu pare Rhun ap Maelgwn com a rei i el seu successor fou el seu fill Iago. Beli fou el pare o bé l'avi de Sant Edern.
Les genealogies reials Harleianes, Jesus College MS 20, i Hengwrt MS. 202 diuen que fou descendent i antecessor de reis i és molt probable que ell també ho fos. Al Bonedd y Saint (en català: Ascendència dels sants) es diu que fou un dels avantpassats de Sant Edern (el Bonedd y Saint diu que Edern era fill de Nudd o Ludd, qui era fill de Beli tot i que el Hengwrt MS. 20 diu que Edern era fill de Beli).
Una de les Tríades gal·leses medievals esmenta un tal "Rhun ap Beli", la qual cosa insinua que hi va haver un altre fill de Beli que va aconseguir molta fama per les seves gestes militars. El seu nom es repeteix en alguns poemes medievals, com ara l'awdl de Hywel Foel (1240 aprox. - 1300) on es lamenta per l'empresonament de Owain ap Gruffydd i compara Owain amb Rhun: "Qui essent lliure, com Rhun el fill de Beli, no deixaria que Lloegria cremés les seves fronteres". No hi ha, emperò, cap prova de la seva existència i es contradiu amb les genealogies reials. Estudiosos com ara Thomas Stephens han arribat a la conclusió que es tracta d'un error i que aquesta persona era algú altre.